# 卡塞利體育會
卡塞利體育（土耳其語：Kayseri Spor Kulübü，简称）是一間位於土耳其開塞利的職業足球會，球會於1975年成立，前身為1966年成立的「皇家卡塞利體育」，球會的主要顏色為紅色和黃色，球會現時於土耳其足球超級聯賽角逐。

## 獎項

### 聯賽
- 土耳其足球甲級聯賽
  - 冠軍（1）：1973

### 盃賽
- 土耳其盃
  - 冠軍（1）：2008

- 土耳其超級盃
  - 亞軍（1）：2008

- 圖圖盃:
  - 冠軍（1）：2006

## 外部連結
- 官方網站 （土耳其文）